# Puertoricoödlegök
Puertoricoödlegök (Coccyzus vieilloti) är en fågel i familjen gökar inom ordningen gökfåglar.

## Utbredning och systematik
Fågeln återfinns enbart på Puerto Rico. Tidigare placerades den i släktet Saurothera. 

## Status
Arten har ett begränsat utbredningsområde och en världspopulation som endast består av 2200–3000 vuxna individer. Beståndet anses dock vara stabilt. IUCN kategoriserar arten som livskraftig. 

## Namn
Fågelns vetenskapliga artnamn hedrar Louis Pierre Vieillot (1748-1830), fransk naturforskare och samlare av specimen.